# Frank Haith
Frank James Haith, Jr, (nacido el 11 de febrero de 1965 en Nueva York, Nueva York) es un entrenador de baloncesto estadounidense que ejerce en la NCAA.

## Trayectoria
- Universidad de Elon (1985–1989), (ayudante)
- Wake Forest (1989-1990), (ayudante)
- Universidad de Carolina del Norte en Wilmington (1990-1992), (ayudante)
- Universidad de Texas A&M en College Station (1992–1995), (ayudante)
- Universidad de Penn State (1995-1996), (ayudante)
- Universidad de Texas A&M en College Station (1996–1997), (ayudante)
- Wake Forest (1997-2001) (ayudante)
- Universidad de Texas en Austin (2001-2004), (ayudante)
- Universidad de Miami (2004-2011)
- Universidad de Misuri (2011-2014)
- Universidad de Tulsa (2014-)